# Champ-le-Duc
Champ-le-Duc és un municipi francès, situat al departament dels Vosges i a la regió del Gran Est. L'any 2007 tenia 577 habitants.

## Demografia

### Població
El 2007 la població de fet de Champ-le-Duc era de 577 persones. Hi havia 221 famílies, de les quals 41 eren unipersonals (41 dones vivint soles i 41 dones vivint soles), 94 parelles sense fills, 74 parelles amb fills i 12 famílies monoparentals amb fills.
La població ha evolucionat segons el següent gràfic:
Habitants censats

### Habitatges
El 2007 hi havia 237 habitatges, 223 eren l'habitatge principal de la família, 7 eren segones residències i 7 estaven desocupats. 222 eren cases i 15 eren apartaments. Dels 223 habitatges principals, 187 estaven ocupats pels seus propietaris, 31 estaven llogats i ocupats pels llogaters i 5 estaven cedits a títol gratuït; 2 tenien dues cambres, 20 en tenien tres, 49 en tenien quatre i 152 en tenien cinc o més. 181 habitatges disposaven pel capbaix d'una plaça de pàrquing. A 96 habitatges hi havia un automòbil i a 103 n'hi havia dos o més.

## Economia
El 2007 la població en edat de treballar era de 363 persones, 263 eren actives i 100 eren inactives. De les 263 persones actives 242 estaven ocupades (130 homes i 112 dones) i 20 estaven aturades (8 homes i 12 dones). De les 100 persones inactives 37 estaven jubilades, 39 estaven estudiant i 24 estaven classificades com a «altres inactius».

### Ingressos
El 2009 a Champ-le-Duc hi havia 210 unitats fiscals que integraven 549 persones, la mediana anual d'ingressos fiscals per persona era de 17.840 €.

### Activitats econòmiques
Dels 14 establiments que hi havia el 2007, 3 eren d'empreses de fabricació d'altres productes industrials, 4 d'empreses de construcció, 3 d'empreses de comerç i reparació d'automòbils, 3 d'empreses de transport i 1 d'una empresa de serveis.
Dels 4 establiments de servei als particulars que hi havia el 2009, 1 era un paleta, 1 lampisteria, 1 electricista i 1 empresa de construcció.
L'únic establiment comercial que hi havia el 2009 era una gran superfície de material de bricolatge.
L'any 2000 a Champ-le-Duc hi havia 10 explotacions agrícoles que ocupaven un total de 164 hectàrees.

## Equipaments sanitaris i escolars
El 2009 hi havia una escola elemental integrada dins d'un grup escolar amb les comunes properes formant una escola dispersa.